# Aldea del Fresno
Aldea del Fresno – miejscowość w Hiszpanii we wspólnocie autonomicznej Madryt, 53 km od Madrytu. Jest to miejscowość najniżej położona w całym regionie. Przez miasto przepływa rzeka Alberche.

## Atrakcje turystyczne
- Kościół parafialny św Piotra Apostoła z XVIII wieku
- Ratusz Staromiejski (XX w.)
- Plaża nad rzeką Alberche
- Safari Madrid